# Laurie Flachmeier
Laura Jean Flachmeier (Detroit, 28 de janeiro de 1957) é uma ex-jogadora de voleibol dos Estados Unidos que competiu nos Jogos Olímpicos de 1984.
Em 1984, ela fez parte da equipe americana que conquistou a medalha de prata no torneio olímpico, no qual atuou em cinco partidas.